# Макфарлейн, Люк
Люк Макфарлейн (англ. Luke Macfarlane; род. 19 января 1980, Лондон, Онтарио, Канада) — канадский актёр и музыкант, наиболее известен ролью Скотти Уэнделла в сериале «Братья и сёстры».

## Биография

### Ранние годы
Люк Макфарлейн родился в городе Лондон, в провинции Онтарио, Канада. Его отец, Томас, был директором Студенческой больницы в Университете Западного Онтарио, а его мать — медсестрой в местной психиатрической больнице. Люк окончил известную Лондонскую центральную среднюю школу вместе с сёстрами Рут и Ребеккой.

### Актёрская карьера
В детстве Макфарлейн обучался в Лондонской школе искусств Лестера Пирсона. Впоследствии он поступил в Джульярдскую школу в Нью-Йорке, которую он блестяще окончил в 2003 году. На сцене учебного театра Люк выступал в постановках «Ромео и Джульетта», «Ричард III», «Гроздья гнева», «Как вам это понравится» и многих других.
Макфарлейн был одним из четырёх самых молодых актёров в труппе театра «Playwrights Horizons». В мае 2004 года он вышел на сцену знаменитого внебродвейского театра «Vineyard», где исполнил главную роль в спектакле «Where Do We Live», который в 2005 году получил премию GLAAD.
Летом 2006 года на сцене «Playwrights Horizons» он сыграл вместе с Джилл Клейберг и Хэмишем Линклэйтером в постановке «The Busy World is Hushed», а в 2007 году он побывал с этой пьесой на гастролях в «Skirball Cultural Center» в Лос-Анджелесе.
Успех на телевидении Макфарлейну принесла роль Скотти Уэнделла в сериале АВС «Братья и сёстры», мужа другого персонажа Кевина Уокера в исполнении британского актёра Мэттью Риза. Он также снимался в сериале «Там» на канале FX и в мини-сериале Роберта Олтмена «Тэннер против Тэннера».
Макфарлейн играет в нескольких канадских театрах, является частым гостем на различных ток-шоу. Также его часто приглашают на церемонии вручения известных премий в качестве ведущего.

### Личная жизнь
Люк Макфарлейн — открытый гей. Он совершил публичный камин-аут в 2008 году.
4 июня 2023 года у Макфарлейна и его партнера Хига Робертса родилась дочь Тесс Элеанор Макфарлейн.

## Фильмография
| Год       |     | Русское название                              | Оригинальное название        | Роль             |
| --------- | --- | --------------------------------------------- | ---------------------------- | ---------------- |
| 2004      | ф   | Кинси                                         | Kinsey                       | Брюс Кинси       |
| 2004      | с   | Тэннер против Тэннера                         | Tanner on Tanner             | Стюарт Дебардж   |
| 2005      | с   | Там                                           | Over There                   | Фрэнк Дамфи      |
| 2006      | кор | Призыв                                        | Recalled                     | лейтенант Сефтон |
| 2006      | ф   | Пойманные в ловушку                           | Trapped Ashes                | Винсент          |
| 2006—2011 | с   | Братья и сёстры                               | Brothers & Sisters           | Скотти Уэнделл   |
| 2007      | ф   | Верховный суд                                 | Supreme Courtships           | Аллен            |
| 2009      | с   | Железная дорога                               | Iron Road                    | Джеймс Никол     |
| 2012      | с   | Красавица и чудовище                          | Beauty & the Beast           | Бертран          |
| 2013      | с   | Удовлетворение                                | Satisfaction                 | Джейсон Хоуэлл   |
| 2013      | с   | В поле зрения                                 | Person of Interest           | Алан Фэйхи       |
| 2013      | с   | Смэш                                          | Smash                        | Патрик Диллон    |
| 2013      | кор | Эрекция                                       | Erection                     | Дин              |
| 2014      | ф   | Памятный альбом                               | The Memory Book              | Гейб Синклер     |
| 2014—2017 | с   | Ночная смена                                  | The Night Shift              | Рик Линкольн     |
| 2015      | с   | Супергёрл                                     | Supergirl                    | Агент Донован    |
| 2015      | ф   | Земля Рождества                               | Christmas Land               | Такер            |
| 2015—2019 | с   | Кайфоломы                                     | Killjoys                     | Д’авин Джакоби   |
| 2016      | ф   | Рождественское обещание                       | The Mistletoe Promise        | Ник              |
| 2016—2017 | с   | Улица милосердия                              | Mercy Street                 | Генри Хопкинс    |
| 2017      | ф   | Заветное желание                              | The Birthday Wish            | Дэйв             |
| 2017      | ф   | Камень, ножницы, бумага                       | Rock, Paper, Scissors        | Питер Харрис     |
| 2017      | ф   | Рождественское чудо Мэгги                     | Maggie's Christmas Miracle   | Кейси Камминс    |
| 2018      | ф   | Рождественские приключения любительницы обуви | A Shoe Addict's Christmas    | Джейк Марсден    |
| 2019      | ф   | Просто добавь романтики                       | Just Add Romance             | Джейсон Такер    |
| 2019      | ф   | Разум, чувства и снеговики                    | Sense, Sensibility & Snowmen | Эдвард Феррис    |
| 2020      | ф   | Воссоединение в Валентинов день               | A Valentine's Match          | Зак Уильямс      |
| 2020      | ф   | Рождество в шато                              | Chateau Christmas            | Джексон Льюис    |
| 2021      | ф   | Щелчок любви                                  | Taking a Shot at Love        | Райан            |
| 2021      | ф   | Рождество в моём сердце                       | Christmas in My Heart        | Шон Грант        |
| 2021      | ф   | Компания на праздники                         | Single All the Way           | Джеймс           |
| 2022      | ф   | Дружки                                        | Bros                         | Аарон            |
| 2022      | ф   | Маяк Морайи                                   | Moriah's Lighthouse          | Бен Маккейн      |
| 2022      | ф   | Волшебная рождественская деревня              | A Magical Christmas Village  | Райан Скотт      |